# Roberto Cominati
Roberto Cominati (Napoli, 17 novembre 1969) è un pianista italiano.

## Biografia
Inizia a cinque anni lo studio del pianoforte, partecipando già dal 1976, con i più alti riconoscimenti, a importanti concorsi pianistici italiani. A otto anni ottiene l'ammissione per meriti speciali al Conservatorio di San Pietro a Majella di Napoli.
Nel 1982 viene scelto per interpretare Giuseppe Verdi bambino nello sceneggiato televisivo Verdi di Renato Castellani.
Ha studiato dal 1984 con Aldo Ciccolini all'Accademia Lorenzo Perosi di Biella e dal 1989 con Franco Scala all'Accademia Pianistica Incontri col Maestro di Imola.
Ha conseguito il brevetto di pilota d'aereo e per alcuni anni ha svolto parallelamente all'attività di pianista quella di pilota di linea.

## Carriera pianistica
Vincitore del primo premio al Concorso Internazionale Alfredo Casella di Napoli nel 1991, nel 1993 si è imposto all'attenzione internazionale col primo premio al Concorso pianistico internazionale Ferruccio Busoni di Bolzano. Nel 1999 ha ottenuto il Prix Jacques Stehman del pubblico della RTFB e della TV5 France nell'ambito del Concours Reine Elisabeth di Bruxelles.
Ospite delle più importanti società concertistiche italiane ed istituzioni quali il Teatro alla Scala di Milano, il Maggio Musicale Fiorentino, l'Accademia Nazionale di Santa Cecilia, il Gran Teatro La Fenice di Venezia, il Teatro di San Carlo di Napoli, il Teatro Comunale di Bologna, l'Orchestra Sinfonica Nazionale della Rai (partecipando anche alla tournée in Sudamerica diretta da Eliahu Inbal a Buenos Aires al Teatro Colón, a Rosario (Argentina), a Santiago del Cile, a Montevideo e a São Paulo), l'Orchestra Sinfonica Giuseppe Verdi di Milano, l'Accademia Musicale Chigiana di Siena e il Festival dei Due Mondi di Spoleto, ha suonato al théâtre du Châtelet di Parigi, al Kennedy Center di Washington, al Festival di Salisburgo, a Berlino, in Inghilterra, Belgio, Paesi Bassi, Finlandia, Australia e Giappone. Ha collaborato con celebri direttori fra i quali Simon Rattle, Daniele Gatti, Andrej Boreiko, Leon Fleisher, Daniel Harding, David Robertson, Mikhail Pletnev, Alexander Lazarev, Yuri Ahronovitch, Michele Mariotti, Andrea Battistoni, Juraj Valčuha, Sascha Goetzel ed Eliahu Inbal.
Nel 2011 ha inciso l'integrale pianistica di Maurice Ravel.